# Martino Montanini

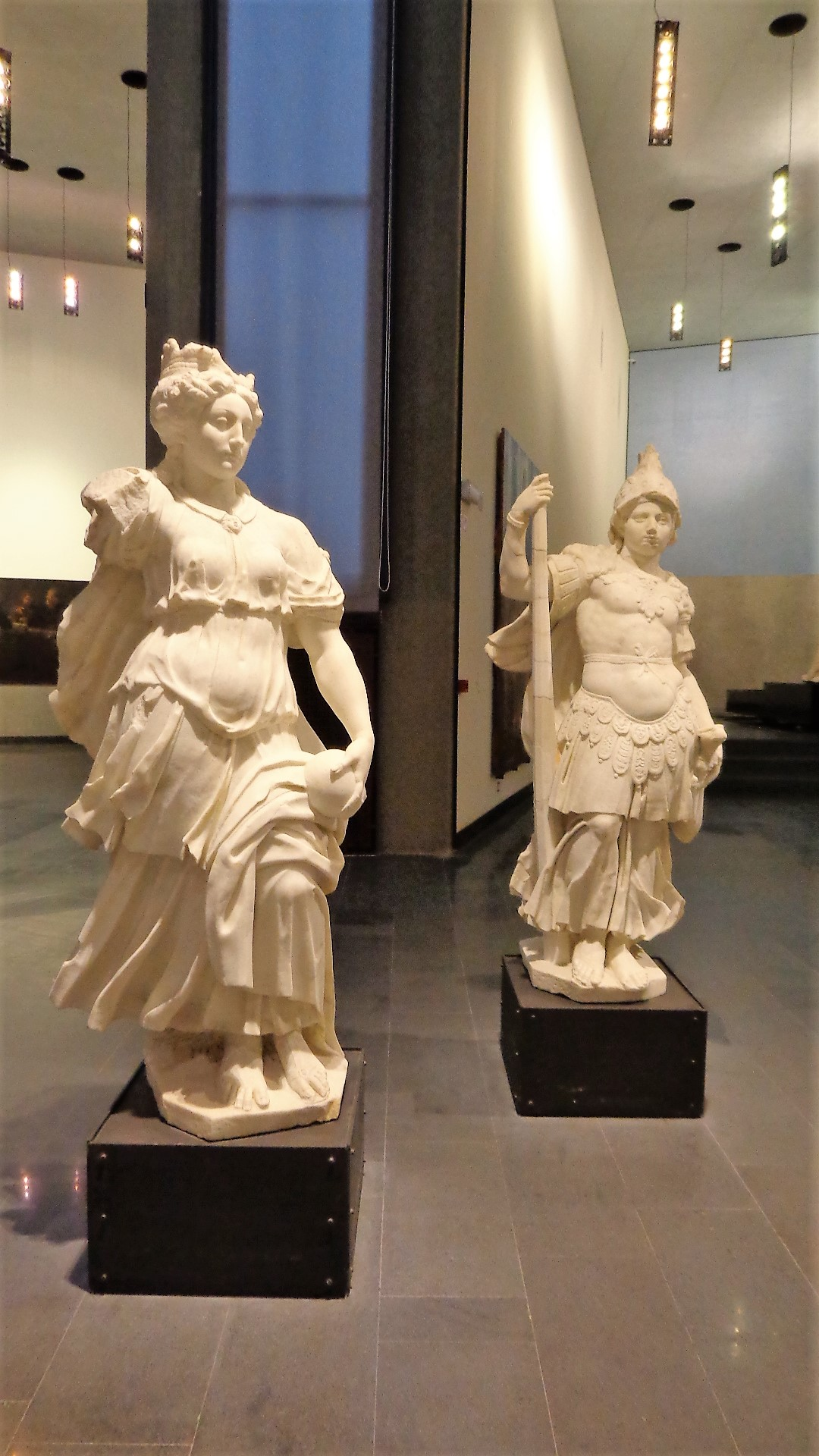
Vittoria o Pace e Fortezza, Museo regionale di Messina.

Martino Montanini di Bartolomeo, detto Martino da Firenze (1505 – Firenze, 1562) è stato uno scultore e architetto italiano.

## Biografia
Fu avviato alla scultura dallo zio Giovanni Angelo Montorsoli che seguì a Messina nel 1547. Collaborò con lui alla fontana di Orione e ad altre opere. Gli successe nel 1557 nell'incarico di capomastro del Duomo, forse dopo un temporaneo ritorno in Toscana. Tra le sue opere più importanti le statue di San Paolo e San Giovanni Evangelista, nel duomo di Messina, distrutte nei bombardamenti dell'ultima guerra.
L'unica opera documentata rimasta è la "Santa Caterina d'Alessandria" nel duomo della Santissima Maria Annunziata e dell'Assunta di Forza d'Agrò, originariamente custodita nella chiesa di Santa Caterina d'Alessandria danneggiata da terremoti.
Diverse sono le opere a lui attribuite, alcune in maniera molto dubbiosa. Tra queste era la "Sant'Agata" nella basilica cattedrale di San Nicola di Bari di Taormina, oggi definitivamente restituita a Giovanni Angelo Montorsoli.

## Opere
- XVI secolo, Madonna con Bambino o Madonna degli Uccellari, statua marmorea, opera custodita nella chiesa della Madonna Nera dei Poveri di Seminara.
- 1557, Deposizione, manufatto marmoreo, attribuzione controversa, opera custodita nel transetto destro della chiesa di Santa Marina di Polistena.
- XVI secolo, San Pietro e San Paolo, statue marmoree, attribuzione controversa, opere custodite sull'altare maggiore della chiesa di San Nicola extra moenia di Oppido Mamertina.
- 1558 - 1561, Vittoria o Pace e Fortezza, statue marmoree, attribuzione, opere documentate nella chiesa di San Francesco d'Assisi all'Immacolata, oggi custodite nel Museo regionale di Messina.